# Vicente Magsaysay

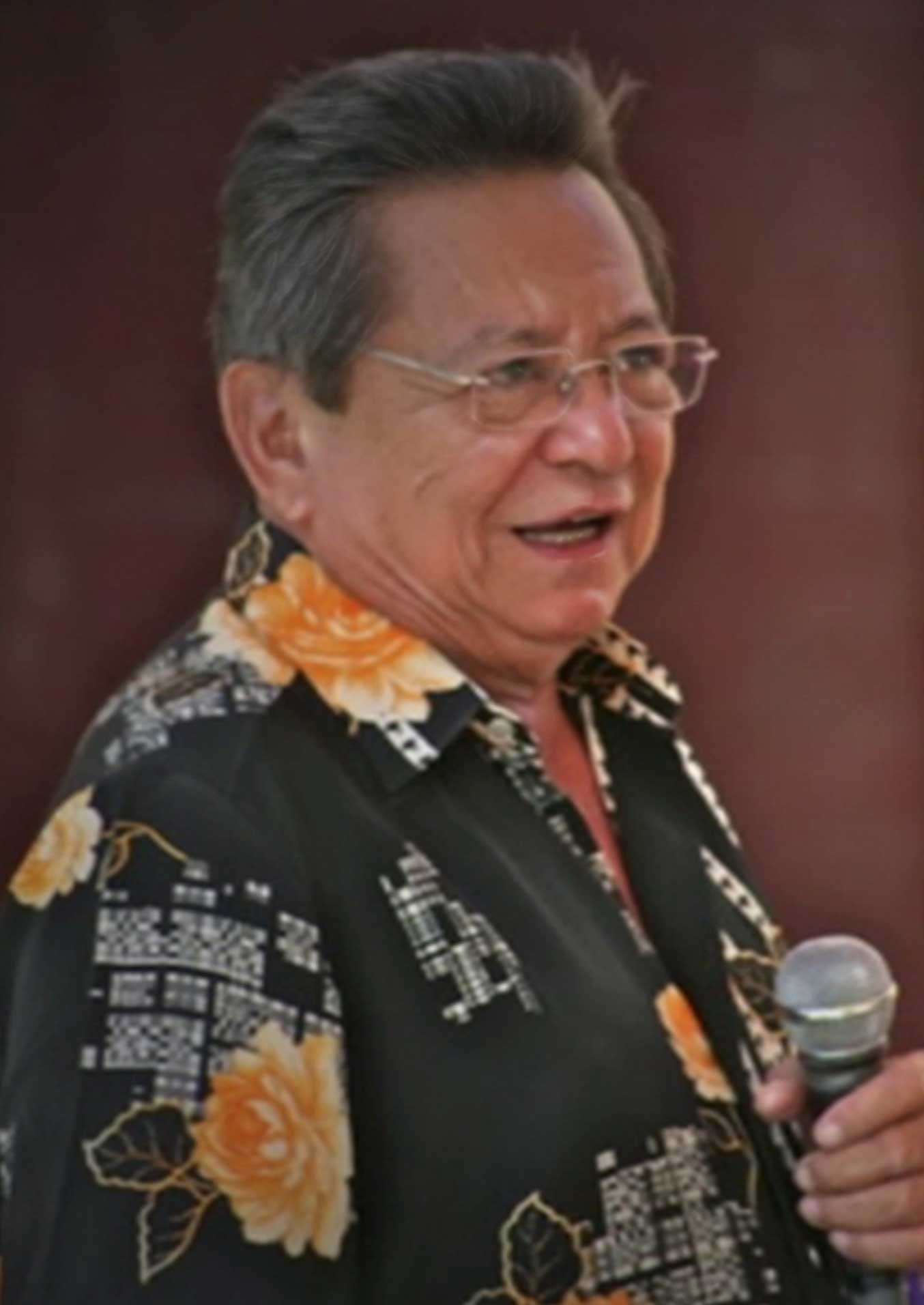
Vicente Magsaysay

Vicente "Vic" Magsaysay (Castillejos, 20 januari 1940 – 13 april 2020) was een Filipijns politicus. Hij was jarenlang gouverneur van de provincie Zambales en deed in 1992 als "running mate" van presidentskandidaat Imelda Marcos mee aan de presidentsverkiezingen.

## Biografie
Vicente Magsaysay werd geboren op 20 januari 1940 in Castillejos in de provincie Zambales als zoon Miguela Pulido en Jesus Magsaysay, een broer van voormalig Filipijns president Ramon Magsaysay. Hij volgde lager onderwijs aan de Santa Maria Elementary School in Castillejos. Zijn middelbareschoolopleiding en Bachelor of Science opleiding handel volgde hij aan het Colegio de San Juan de Letran in Manilla. Na zijn afstuderen voegde hij zich bij zijn ouders die inmiddels verhuisd waren naar Agusan del Sur op Mindanao om hen te helpen met het familiebedrijf. Hij begon als werkplaats supervisor en teamleider om uiteindelijk door te groeien naar manager van het houtproductiebedrijf van de familie.
In 1967 werd Magsaysay gekozen tot gouverneur van Zambales door zittend gouverneur Manuel D. Barretto bij de verkiezingen met ruime marge te verslaan. Zijn eerste termijn als gouverneur duurde tot kort na de EDSA-revolutie in 1986, toen hij afstand deed van zijn positie. Gelijktijdig aan zijn gouverneurschap was hij namens de Kilusang Bagong Lipunan (KBL) van 1978 tot 1984 tevens afgevaardigde van regio III in de interim Batasang Pambansa. In 1987 deed hij onder de vlag van de Grand Alliance for Democracy zonder succes mee aan de  Senaatsverkiezingen. Na de dood van zijn vader in 1988 werd hij president van het familiebedrijf JESSMAG Inc. Bij de verkiezingen van 1992 was hij kandidaat voor het vicepresidentschap van de Filipijnen namens de KBL, de partij waarmee voormalig first lady Imelda Marcos meedeed aan de presidentsverkiezingen. Magsaysay eindigde bij deze verkiezingen, met 3,4% van de stemmen, als twee na laatste. Zes jaar maakte hij dan zijn politieke rentree toen hij bij de verkiezingen van 1998 opnieuw werd gekozen tot gouverneur van Zambales. In 2001 en 2004 werd hij herkozen als gouverneur. In zijn periode als gouverneur bouwde hij onder andere de Jesus F. Magsaysay Highschool in Castillejos. In 2007 deed hij onder de vlak van Team Unity opnieuw een poging om een Senaatszetel te bemachtigen. Ook ditmaal kreeg hij echter onvoldoende stemmen. In 2009 werd Magsaysay aangesteld als voorzitter van het Raad van Bestuur van de Philippine Postal Bank.

## Privéleven
Magsaysay trouwde met Rosellyn D. Enciso. Ze kregen vier kinderen: Jesus, Angelica, Mary Rose Lourdes en Victor Francis Ross. Zijn schoondochter Milagros "Mitos" Magsaysay, getrouwd met Jesus, is ook politicus en afgevaardigde van Zambales. Voormalig president van de Filipijnen Ramon Magsaysay was een oom van Vincente en diens zoon, voormalig senator Ramon Magsaysay jr. is derhalve een volle neef. Een andere oom, Genaro Magsaysay, de jongste broer van Ramon, was ook afgevaardigde net als Genaro's zoon, en dus Vicente's neef Eulogio Magsaysay.
Vicente Magsaysay overleed in 2020 op 80-jarige leeftijd.